# Valenciennes
Valenciennes (en español medio, Valenciana) es una ciudad, comuna y subprefectura francesa, situada en el departamento de Norte en la región de Alta Francia.

## Geografía
Valenciennes está situada a orillas del río Escalda en su confluencia con el río Rhonelle y próxima al parque natural de la región sobre la planicie del Scarpe. Se encuentra a 50 km al sureste de la capital Lille y a 200 km al noreste de París.

## Historia
Valenciennes es citada en un documento conservado del año 693 en el que se relata una sentencia bajo el reinado merovingio de Clodoveo II. Tras el Tratado de Verdún que dividió el legado del reino franco en 843, Valenciennes y las posesiones del condado de Henao fueron asignadas a Lotario I, en la frontera entre Neustria y Austrasia  hasta que en 923 se transfirió al ducado de la Baja Lotaringia que con el tiempo pasó a dependencia del Sacro Imperio Romano Germánico. Con anterioridad, la región sufrió la invasión de los normandos en 881 y fue convertida bajo el reinado de los emperadores de la dinastía descendiente de Otón I, en una Marca o provincia fronteriza. 
En 1008, un periodo de hambre que causó una epidemia de peste de cuyos efectos se salvó la ciudad se encuentra en el origen de la tradición religiosa cristiana llamada "le tour du Saint-Cordon" en la que una procesión de fieles rodea el perímetro de la ciudad histórica de 14 km de longitud en culto a la figura de Notre Dame du Saint-Cordon para la que también, el conde Alberto I de Henao, duque de Baviera, mandó construir la torre de Dodenne en el siglo XIV.
A partir del siglo XV, Valenciennes y el condado de Henao se convirtieron en posesión de los duques de Borgoña en un periodo de florecimiento cultural gracias a la protección y mecenazgo de la nobleza local sobre personajes como el cronista Georges Chastelain, el poeta Jean Molinet, el ilustrador miniaturista Simon Marmion, el escultor Pierre du Préau o el orfebre Jérôme de Moyenneville.
En 1524, Carlos V celebró su entrada en la ciudad, que era parte de los Países Bajos de los Habsburgo, fue centro de revueltas en 1562, en un episodio conocido como la "Journée des Mal Brûlés", cuando la muchedumbre liberó a los presos protestantes condenados a la hoguera. Fue una de las primeras ciudades que se rebelaron contra la política de Felipe II, siendo asediada en 1566. Ocupada por los rebeldes holandeses en 1577, en 1580 las fuerzas del Rayo de la Guerra lograron el control de la ciudad para España. 
Durante el gobierno de los Habsburgo de España, los jesuitas instalados en 1591 construyeron la iglesia de Saint-Nicolas y fundaron una escuela. En 1611, se edificó la fachada del ayuntamiento en estilo renacentista y durante el siglo XVII, se finalizó la canalización del río Escalda hasta Cambrai, infraestructura que favoreció el desarrollo de la industria textil de manufactura de lana y telas finas.
El 16 de julio de 1656 en sus cercanías se produjo la importante victoria del ejército español al mando de Luis de Condé y Juan José de Austria sobre el francés del mariscal Turena, en el transcurso de la Guerra franco-española (1635-1659).
El 17 de marzo de 1677, la ciudad fue tomada por las tropas de Luis XIV de Francia durante el transcurso de la Guerra Franco-Holandesa, tras un asedio iniciado en noviembre de 1676 y su soberanía transferida a la Corona francesa en 1678 por los Tratados de Nimega. La ciudad conoció a partir de entonces un desarrollo urbano asociado a su condición de bastión fronterizo, convirtiéndose en una de las principales ciudades del norte fortificadas por el ingeniero Vauban.
En la primera mitad del siglo XVIII tuvieron lugar descubrimientos de yacimientos de hulla, el primero en Fresnes en 1718, y de carbón, en 1734 en Anzin, que serían el principal recurso de la industria que se desarrolló tras la revolución industrial y la constitución de la ‘’Compagnie des Mines d'Anzin’’, así como la alimentaria en torno al refino de azúcar o la de porcelana.
Las guerras contra la Convención tras la Revolución francesa llevaron a la ocupación de Valenciennes entre julio de 1793 y agosto de 1794 por tropas austrobritánicas comandadas por el duque de York y el príncipe Federico Josías de Sajonia-Coburgo-Saalfeld. 
En 1824 Valenciennes fue designada subprefectura, desarrollándose a lo largo del siglo XIX como gran centro siderúrgico del Norte.
Durante la Primera Guerra Mundial, la ciudad permaneció bajo ocupación del ejército alemán entre 1914 y 1918, hasta su expulsión el 2 de noviembre por tropas británicas y canadienses tras duros combates en los que destacaron soldados como el fallecido sargento Hugh Cairns, en cuyo recuerdo la ciudad dedicó una avenida desde 1936.
En la Segunda Guerra Mundial, el centro de la ciudad fue destruido por el incendio desatado tras el bombardeo del 10 de mayo de 1940, siendo ocupada por los nazis el 27 de mayo. El 2 de septiembre de 1944, el ejército de los Estados Unidos puso fin a la ocupación.
Tras la crisis económica de la industria del carbón de los años 1970 y 1980, que causó el cierre de numerosas fábricas y pérdida de empleos y población, la actividad de la ciudad se orientó hacia la industria del automóvil, especialmente de equipamiento auxiliar, con la instalación de plantas de producción del Groupe PSA, Sevel Nord (participada por Fiat Group y Groupe PSA), de Toyota y de DaimlerChrysler.
Su universidad fue convertida en autónoma en 1979 con la denominación de ‘’Université de Valenciennes et du Hainaut-Cambrésis’’ culminando la tradición en la excelencia en educación de los centros de Valenciennes, que desde mediados del siglo XIX han formado a una cuarentena de Prix de Rome, en especial de las ‘’Ecoles’’ y del Conservatorio nacional de música, lo que le valió el apelativo de ‘’Atenas del Norte’’ 1860.
Valenciennes es también la sede de la Agencia Ferroviaria de la Unión Europea, la agencia encargada de la regulación y la seguridad ferroviaria de la Unión Europea.

## Demografía
| abs. | 16 918 | 19 016 | 19 906 | 21 343 | 19 499 | 22 040 | 23 263 | 24 229 | 24 966 | 24 344 | 24 662 | 26 083 | 27 607 | 27 575 | 28 700 | 29 912 | 30 946 | 31 759 | 34 766 | 34 425 | 40 023 | 42 359 | 42 564 | 38 684 | 43 434 | 45 379 | 46 626 | 42 473 | 40 275 | 38 441 | 41 278 | 42 670 |
| Para los censos de 1962 a 1999 la población legal corresponde a la población sin duplicidades (Fuente: INSEE [Consultar]) |        |        |        |        |        |        |        |        |        |        |        |        |        |        |        |        |        |        |        |        |        |        |        |        |        |        |        |        |        |        |        |        |

La aglomeración urbana de Valenciennes alcanzaba 355 709 habitantes en su parte francesa, según la población municipal oficial de 2007.

### Ciudades hermanadas
- Agrigento,  Italia
- Düren,  Alemania
- Gliwice,  Polonia
- Detroit,  Estados Unidos
- Medway,  Reino Unido
- Moscú,  Rusia
- Nacka,  Suecia
- Obuda,  Hungría
- Brioude,  Francia
- Yichang,  China
- Chattam,  Reino Unido

## Patrimonio

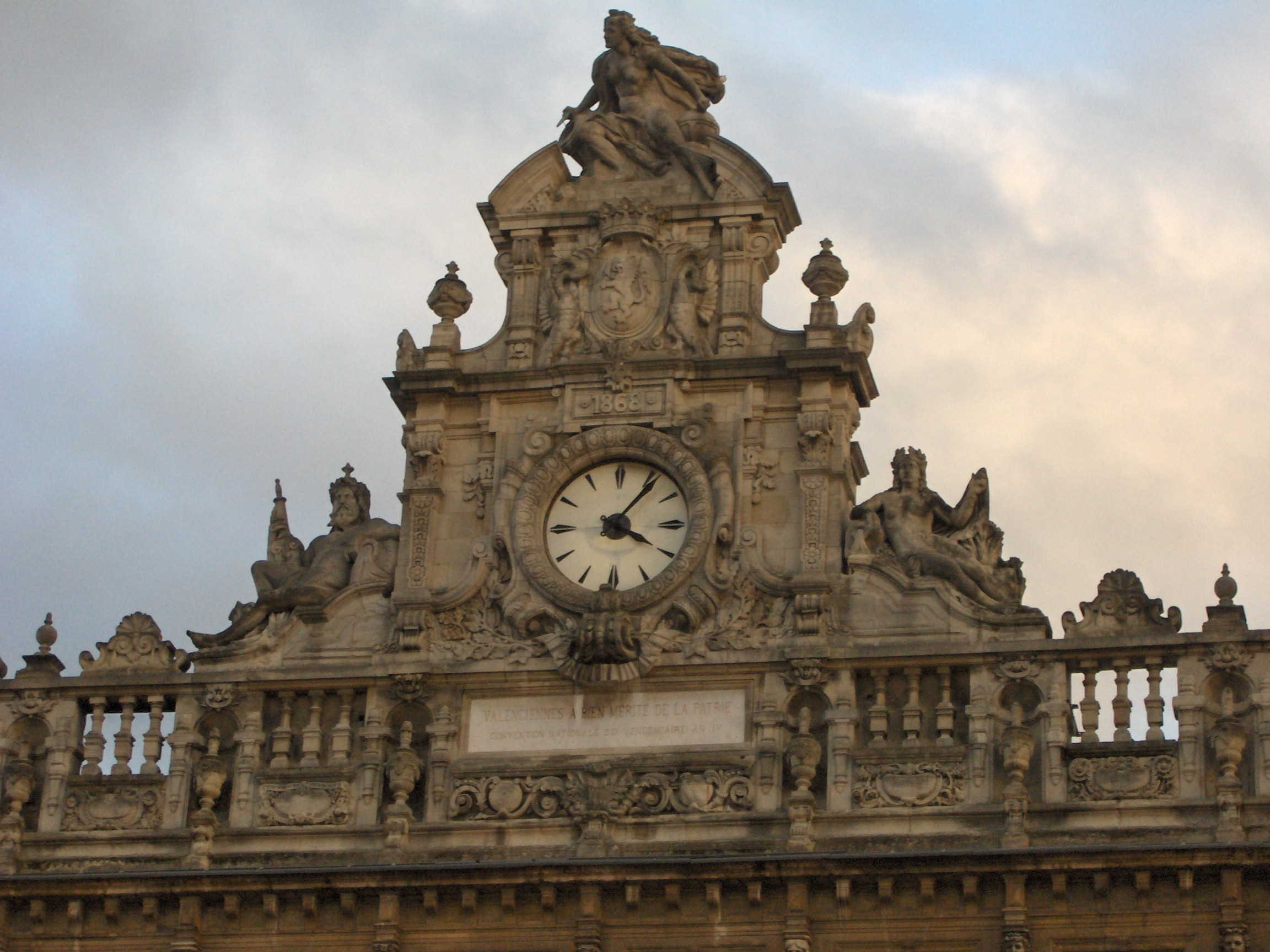
Hotel de Ville, Valenciennes.

Destruida durante los enfrentamientos de la Segunda Guerra Mundial, Valenciennes conserva no obstante un rico patrimonio artístico:
- La fachada del hôtel de ville reformada en 1867
- La basílica Notre-Dame du Saint-Cordon
- La casa española, convertida en Oficina de turismo, es un edificio del siglo XVI.
- La tour de la Dodenne
- La biblioteca de los Jesuitas
- Museo de Bellas Artes, alberga colecciones de artistas de las escuelas flamencas del siglo XVI al siglo XVII
- cementerio Saint-Roch
- L'église Saint-Géry del siglo XIII

## Transportes

### Ferrocarril
Cuenta con una estación ferroviaria con servicios de larga distancia y de carácter regional, que le proporcionan conexiones con París y las principales ciudades de la región.

## Deportes
La ciudad alberga al club de fútbol Valenciennes FC, que competirá, desde la temporada 2024-25, en la tercera división del fútbol del país, el Championnat National, tras haber descendido. Disputa sus encuentros de local en el Stade du Hainaut.

## Personalidades

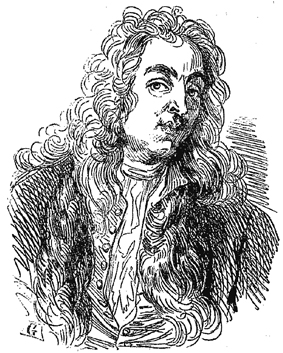
Antoine Watteau, nacido el 10 de octubre de 1684 en Valenciennes.

- Balduino VI de Constantinopla (1171-1205 o 1206)
- La reina de Inglaterra, Felipa de Henao, (1311-1369)
- El escultor André Beauneveu, (1330-1403)
- El cronista Jean Froissart, (1333-1404)
- El pintor Robert Campin, (1375-1442)
- El pintor e ilustrador Simon Marmion, (1425-1489)
- El general Charles de Lannoy (1481-1527), generalísimo de las fuerzas imperiales en la Batalla de Pavía
- Ilustrador Cailleau Hubert, (1544-1577)
- El historiador Henri d'Oultreman, (1546-1605)
- El historiador Simon Leboucq, (1591-1657)
- El músico Claude Le Jeune, (1525-1601)
- El pintor Antoine Watteau, (1684-1721)
- El pintor Jean-Baptiste Pater, (1695-1736)
- El escultor Jacques Saly, (1717-1776)
- El pintor y dibujante Charles Eisen, (1720-1778)
- Madame d'Épinay (1726-1783), escritora
- El escultor Nicolas Lecreux, (1733-1799)
- El pintor Jacques-François Momal, (1754-1832)
- El escultor François Aimé Milhomme, (1758-1823)
- El pintor Alexandre Denis Abel de Pujol, (1785 - 1861)
- El escultor Henri Lemaire, (1789-1880)
- Henri Wallon (1812-1904), historiador y político
- El paisajista Henri Harpignies, (1819-1916)
- El músico Edmond Membrée, (1820-1882)
- El arquitecto Edmond Guillaume, (1826-1894)
- El pintor y escultor Jean-Baptiste Carpeaux, (1827-1875)
- El pintor Auguste Désiré Saint-Quentin, (1833-1906) alumno de Abel de Pujol
- El escultor Ernest-Eugène Hiolle, ((1834-1886)
- Alfred Giard (1846-1908), zoólogo
- El pintor y escultor Gustave Crauk, (1848 - 1939)
- El escultor Léon Fagel, (1851-1913)
- Émile Basly (1854-1928), sindicalista
- El escultor Henri Désiré Gauquié, (1858-1927)
- El pintor Eugène Chigot, (1860-1917)
- El escultor Corneille-Henri Theunissen (1863-1918)
- El arquitecto Emile Dusart, (-)
- El arquitecto Paul Dusart, (1865-1933)
- El escultor Félix Desruelles, (1865-1943)
- El escultor Pierre-Victor Dautel, (1873-1951)
- El escultor Élise Raset, (1874-1956)
- El escultor Lucien Brasseur, (1878-1960)
- El pintor Lucien Jonas, (1880-1947)
- El pintor Eugène Ruffin, (1880-1966)
- El pintor Paul-Élie Gernez, (1888-1948)
- El escultor Alfred Alphonse Bottiau, (1889-1951)
- Charles Nungesser (1892-1927), aviador
- El escultor Georges Thurotte, (1905-)
- Edmond Marin la Meslée (1912-1945), aviador militar, as de ases de la campaña de Francia
- Pierre Carous (1913-1990), senador
- El pintor Charles Bétrémieux, (1919-1997)
- El escritor Jean Dauby, (1919-1997)
- El actor Jean Lefebvre (1919-2004)
- El pintor Pierre Bisiaux, (1924-2005)
- El escultor Henri Derycke, (1928-1997)
- El actor Pierre Richard (1934-)
- El actor Michel Duchaussoy (1938-2012)
- Jean-Louis Borloo (1951-), ministro
- El escritor Arnauld Pontier (1957-)
- El escritor Grégoire Delacourt, (1960-)